# Amphiura fasciata
Amphiura fasciata är en ormstjärneart som beskrevs av Ole Theodor Jensen Mortensen 1940. Amphiura fasciata ingår i släktet Amphiura och familjen trådormstjärnor. Inga underarter finns listade i Catalogue of Life.